# The Handmaid’s Tale – Der Report der Magd/Staffel 3
Die dritte Staffel der US-Fernsehserie The Handmaid’s Tale – Der Report der Magd erschien 2019 und besteht aus 13 Episoden.

## Episoden
Die Erstausstrahlung der dritten Staffel wurde zwischen 5. Juni und 14. August 2019 auf dem US-amerikanischen Streamingdienst Hulu veröffentlicht. Die dritte Staffel wurde auf Deutsch ab dem 5. September 2019 auf dem Streaming-Portal EntertainTV der Telekom veröffentlicht. Die deutsche Free-TV-Premiere ist noch nicht erfolgt.
| Nr. (ges.) | Nr. (St.) | Deutscher Titel     | Originaltitel       | Erstveröffentlichung USA | Deutschsprachige Erstveröffentlichung (D) | Regie               | Drehbuch                    | Länge  |
| --- | --------- | ------------------- | ------------------- | ------------------------ | ----------------------------------------- | ------------------- | --------------------------- | ------ |
| 24 | 1         | Nacht               | Night               | 5. Juni 2019             | 5. Sep. 2019                              | Mike Barker         | Bruce Miller                | 50 min |
| Kommandant Lawrence fährt June zu Hannahs neuen Eltern. June findet Hannah schlafend, weckt sie aber nicht auf, sondern lässt sich kurz darauf widerstandslos gefangen nehmen. Hannahs neue Mutter ist freundlich zu ihr, bittet sie aber, nicht wiederzukommen, weil die letzte Begegnung ihre Tochter sehr beunruhigt habe. June wird zu den Waterfords zurückgebracht. Mrs. Waterford macht ihr schwere Vorwürfe, weil sie ihr Kind Emily anvertraut hat. Obwohl Mr. Waterford sich bei seiner Frau entschuldigt und ihr einen Neuanfang verspricht, setzt Mrs. Waterford in seiner Abwesenheit ihr Ehebett in Brand. June überrascht sie dabei und kann sie überzeugen, das brennende Haus zu verlassen. June wird zunächst ins Rachel and Leah Center zurückgebracht - und später in einen neuen Haushalt, denjenigen von Kommandant Lawrence. Dessen entflohener Magd Emily gelingt gemeinsam mit Junes Baby die Flucht durch den Grenzfluss nach Kanada, wo sie auf Moira und Junes Ehemann Luke trifft. |           |                     |                     |                          |                                           |                     |                             |        |
| 25 | 2         | Maria und Martha    | Mary and Martha     | 5. Juni 2019             | 5. Sep. 2019                              | Mike Barker         | Kira Snyder                 | 51 min |
| June unterstützt die Marthas im Haus von Kommandant Lawrence bei der Flucht einer ehemaligen Chemielehrerin in den Untergrund, wo diese bei der Herstellung von Bomben helfen will. Als Kommandant Lawrence davon erfährt, will er die Marthas melden. June überzeugt ihn, darauf zu verzichten. Die Beziehung von ihm zu seiner Frau ist für June sehr rätselhaft. Tante Lydia, die ihre Verletzungen überlebt hat, besucht das Haus von Lawrence. Auf Junes Höflichkeit reagiert sie gewalttätig und mit Beschimpfungen. Kurz darauf kehrt die frühere Chemielehrerin angeschossen ins Haus des Kommandanten zurück. Er verlangt zwar, dass sie das Haus wieder verlassen soll, verrät sie aber nicht an die Wächter. Als sie an ihren Verletzungen stirbt, begräbt June sie im Garten. In Kanada braucht Emily sehr lange, bevor sie sich dazu entschließen kann, ihre frühere Lebensgefährtin anzurufen und ihr zu sagen, dass sie aus Gilead fliehen konnte. |           |                     |                     |                          |                                           |                     |                             |        |
| 26 | 3         | Obacht              | Useful              | 5. Juni 2019             | 5. Sep. 2019                              | Amma Asante         | Yahlin Chang                | 50 min |
| Im Haus von Kommandant Lawrence treffen sich die Kommandanten, um über den Krieg gegen Chicago zu beratschlagen. Lawrence demütigt June vor den versammelten Männern. Als June später Lawrence Vorhaltungen macht, er hätte Emily nur bei der Flucht geholfen, um sein schlechtes Gewissen zu beruhigen, nimmt er sie mit in ein Gefangenenlager, dessen Insassen in die Kolonien geschickt werden. Er stellt es als sein Verdienst hin, dass fünf der Frauen zu Marthas begnadigt wurden. June soll diese aussuchen. Zunächst weigert sich June, doch nach einem Besuch von Mrs. Waterford, bei dem sie diese dazu aufruft, sich dem Kampf gegen die Herrschaft der Männer anzuschließen, wählt sie diejenigen fünf Verurteilten aus, die dem Widerstand den besten Nutzen bringen würden. Nick wird nach Chicago an die Front abkommandiert und verabschiedet sich von June, die ihn zuerst zurückweist, aber dann in ihr Zimmer zieht und die Tür abschließt. |           |                     |                     |                          |                                           |                     |                             |        |
| 27 | 4         | Gott segne das Kind | God Bless the Child | 12. Juni 2019            | 5. Sep. 2019                              | Amma Asante         | Eric Tuchman                | 51 min |
| June erinnert sich an die selbstbestimmte Taufe ihrer Tochter Hannah, als in Gilead eine feierliche Gruppentaufe stattfindet, an der alle Kommandantenfamilien und Mägde teilnehmen. Anschließend werden die Mägde ins Haus des Kommandanten eingeladen, in dem Janines Tochter lebt. Als Janine öffentlich in unangemessener Weise anbietet, auch noch ein Geschwisterkind zu gebären, gerät Tante Lydia so in Wut, dass sie Janine öffentlich züchtigt. June wirft sich über Janine und kann den Gewaltakt damit stoppen, den Lydia schließlich selbst bereut. Zuvor hatte June zwischen Mr. und Mrs. Waterford vermittelt, so dass diese sich ihm wieder annähert und er verspricht, ihr hinter den Kulissen wieder mehr Einfluss zu gewähren. Davon verspricht sich June, dass Mrs. Waterford ihren Einfluss zugunsten der Frauen geltend machen kann. Währenddessen trifft Emily in Kanada ihre frühere Frau und ihr Kind wieder, will aber vorerst weiter im Hotel wohnen, weil sie Zeit benötigt, um über ihre Erlebnisse in Gilead hinwegzukommen. Als Junes Mann Luke mit ihrer Tochter Nichole an einer öffentlichen Kundgebung gegen Gilead teilnimmt, gelangt das Video davon bis nach Gilead, wo es auch Mrs. Waterford und June gezeigt wird. June wird von einem Wächter befragt, ob auf dem Video tatsächlich Luke zu sehen sei, was sie bejaht. |           |                     |                     |                          |                                           |                     |                             |        |
| 28 | 5         | Unbekannter Anrufer | Unknown Caller      | 19. Juni 2019            | 5. Sep. 2019                              | Colin Watkinson     | Marissa Jo Cerar            | 50 min |
| Mrs. Waterford will Junes Tochter Nichole noch einmal sehen. Sie überredet June, ihren Ehemann Luke in Kanada anzurufen und ihn um ein Treffen mit Mrs. Waterford zu bitten. Aus Liebe zu June erfüllt er dieses Ansinnen. Mrs. Waterford übergibt ihm dabei auch eine von June besprochene Musikkassette. Darin bittet sie ihn um Verständnis für ihre Liebesbeziehung zu Nick und äußert ihrerseits Verständnis, falls er in Kanada eine neue Partnerin finden würde. Kurz darauf wird June überraschend von Tante Lydia zu einer TV-Aufzeichnung gebracht, in der Mr. und Mrs. Waterford die kanadische Regierung öffentlich um die Rückführung der angeblich gekidnappten Nichole bitten. |           |                     |                     |                          |                                           |                     |                             |        |
| 29 | 6         | Haushalt            | Household           | 26. Juni 2019            | 5. Sep. 2019                              | Dearbhla Walsh      | Dorothy Fortenberry         | 56 min |
| Die Waterfords halten sich in Washington DC auf, um mit öffentlichen Gebeten Propaganda für Nicholes Rückgabe zu machen. Tante Lydia bringt auch June dorthin, wo sie als ehemalige Familienangehörige an den Gebeten teilnehmen muss. In Washington DC tragen alle Mägde eine Mundbedeckung als Symbol ihrer Schweigepflicht. Der Magd ihrer Gastgeber, der Familie des Kommandanten Winslow, wurden die Lippen mit großen Spangen aneinandergeheftet, so dass sie tatsächlich nicht sprechen kann. Aufgrund des Ersuchens der Waterfords um Nicholes Rückführung, schaltet Kanada die Schweiz als Vermittler ein. Deren Vertreter können mit June allein sprechen. Man verspricht ihr, für Nicholes Verbleib in Kanada einzutreten, wenn June einen prominenten Vertreter Gileads überreden kann, vertrauliche Informationen preiszugeben. June bittet daraufhin Nick, mit den Vermittlern zu sprechen. Sie muss jedoch erfahren, dass die Vermittler Nick nicht vertrauen, da dieser im sogenannten Heiligen Krieg sehr erfolgreich auf Seiten Gileads gekämpft hat. |           |                     |                     |                          |                                           |                     |                             |        |
| 30 | 7         | Unter seinem Auge   | Under His Eye       | 3. Juli 2019             | 5. Sep. 2019                              | Mike Barker         | Nina Fiore und John Herrera | 46 min |
| Kanada und Gilead treten in Verhandlungen für ein Auslieferungsabkommen. Fred Waterford wird vom Washingtoner Kommandanten Winslow angedeutet, dass es nützlich wäre, wenn Nichole vorerst noch nicht zurückgegeben würde, weil sich mit einem gekidnappten Baby besser Politik machen lässt. Gegenüber seiner Frau bestreitet Waterford jedoch, solchem Interesse nachzugeben. Währenddessen demonstrieren Emily und Moira gemeinsam gegen die kanadischen Verhandlungen mit Gilead und werden dabei festgenommen. June überredet Frances, die „Martha“ der Pflegeeltern ihrer Tochter Hannah, ihr ein Treffen mit Hannah in deren Schule zu ermöglichen. Dabei wird June von einer anderen Magd beobachtet und verraten. Als June in Begleitung von Mrs. Lawrence zu Hannahs Schule kommt, hat ein anderer Wächter Dienst als erwartet. June bekommt Hannah nicht zu sehen. Kurz darauf erfolgt eine öffentliche Hinrichtung, euphemistisch als „Errettung“ bezeichnet, bei der die verratene Frances gehängt wird. Als die Verräterin Desmatthew sich gegenüber June offenbart, gerät June außer sich und wird handgreiflich. |           |                     |                     |                          |                                           |                     |                             |        |
| 31 | 8         | Ungeeignet          | Unfit               | 10. Juli 2019            | 5. Sep. 2019                              | Mike Barker         | Kira Snyder                 | 46 min |
| Die Verräterin Desmatthew wird von den anderen Mägden gemobbt. Tante Lydia, die vermutet, dass June das veranlasst hat, veranlasst eine rituelle Beschimpfung von June durch die anderen Mägde. June nutzt die Gelegenheit, sich an Desmatthew zu rächen, indem sie deren kurzzeitigen Zweifel an ihrer Mutterrolle offenbart. Daraufhin wird auch Desmatthew rituell beschimpft. Desmatthew reagiert auf die Demütigung mit einem willkürlichen tätlichen Angriff auf Janine und einen Wärter im „Brot & Fische“-Supermarkt und wird in Notwehr erschossen. Tante Lydia, die eigentlich Lydia Clemens heißt, erinnert sich in einem Rückblick an ein missglücktes Silvester-Rendezvous mit einem leitenden Glaubensgenossen der christlichen Schule, in der sie früher unterrichtete. Sie erinnert sich auch an den kleinen Ryan, dessen Mutter in prekären Jobs arbeitete und wechselnde Männerbeziehungen hatte, woraufhin Lydia damals dessen Inobhutnahme veranlasste und von der Mutter vulgär beschimpft wurde. |           |                     |                     |                          |                                           |                     |                             |        |
| 32 | 9         | Heroisch            | Heroic              | 17. Juli 2019            | 5. Sep. 2019                              | Daina Reid          | Lynn Renee Maxcy            | 49 min |
| Nathalie, die hirntote Desmatthew, ist an eine Maschine angeschlossen und wird von den Ärzten am Leben erhalten, um ihr noch ungeborenes Kind zu retten. June war ihre „Wegbegleiterin“ und wird deshalb von Lydia dazu gezwungen, an Nathalies Krankenbett zu wachen und zu beten, was June psychisch sehr belastet. Sie bemächtigt sich eines Skalpells und wird von Janine dabei gestört, als sie Nathalies Dahinvegetieren ein Ende bereiten will. Stattdessen greift sie Mrs. Waterford an, als diese das Krankenhaus besucht. Mrs. Waterford kann sich jedoch erfolgreich wehren, wobei sich June selbst schneidet. Der behandelnde Arzt, der auch ihre Mutter kannte, erweist sich als sehr verständnisvoll und erkennt ihren suizidalen Zustand. Durch das Gespräch mit June erreicht er, dass sie wieder vernünftig wird. Nach der erfolgreichen Geburt von Nathalies Baby bleibt sie weiter bei der sterbenden Nathalie, um dieser beizustehen. |           |                     |                     |                          |                                           |                     |                             |        |
| 33 | 10        | Zeremonie           | Witness             | 24. Juli 2019            | 5. Sep. 2019                              | Daina Reid          | Jacey Heldrich              | 52 min |
| June plant, die Kinder der Mägde ihres Bezirkes aus Gilead herauszubringen. Dafür versucht sie Kommandant Lawrence zu überreden, mit seiner Frau Elenore nach Kanada zu flüchten, wo deren psychiatrische Erkrankung angemessen medizinisch behandelt werden kann. Mit Unterstützung von Elenore durchsucht June im Keller von Lawrence die Unterlagen des „Roten Zentrums“ über die von den Mägden geborenen Kinder. Die Waterfords intrigieren währenddessen gegen Kommandant Lawrence und besuchen ihn zur Erzwingung einer „Zeremonie“. Lawrence, der das aus Liebe zu seiner Frau bisher vermeiden konnte, wird dadurch gezwungen, mit June Geschlechtsverkehr zu haben, was ein Arzt anschließend bestätigt. Danach stimmt Lawrence zu, für die Flucht seiner Frau einen LKW zu besorgen. |           |                     |                     |                          |                                           |                     |                             |        |
| 34 | 11        | Lügner(in)          | Liars               | 31. Juli 2019            | 5. Sep. 2019                              | Deniz Gamze Ergüven | Yahlin Chang                | 52 min |
| Bei einem Treffen der Anführer der Geheimorganisation Mayday im Keller der Lawrences wird entschieden, dass June ihren Plan umsetzen darf, 52 Kinder aus Gilead herauszuschaffen. Lawrence hat jedoch keine Autorität mehr, um diese ungehindert die Grenze passieren zu lassen. June lässt sich von Lawrence in den Kommandanten-Club fahren, um mit dem dortigen Barkeeper die Mitnahme per Flugzeug zu vereinbaren. Dabei wird sie vom Kommandanten Winslow erkannt, der sich Sex mit ihr erhofft. Doch June ist nicht mehr in der Lage, eine solche Erniedrigung zu ertragen, und wehrt sich. Als er sie vergewaltigen will, ersticht sie ihn mit einem Kugelschreiber. Das Zimmermädchen ist glücklicherweise eine der fünf Marthas, die June kürzlich vor der Abschiebung in die Kolonien bewahrte. Sie ermöglicht June die Flucht und lässt Winslows Leiche ohne Spuren verschwinden. Die Waterfords reisen im Auto nach Kanada, um einen persönlichen Deal zur Rückführung Nichols auszuhandeln. Stattdessen wird Fred Waterford jedoch verhaftet wegen Kriegsverbrechen und Verbrechen gegen die Menschlichkeit. |           |                     |                     |                          |                                           |                     |                             |        |
| 35 | 12        | Opferung            | Sacrifice           | 7. Aug. 2019             | 5. Sep. 2019                              | Deniz Gamze Ergüven | Eric Tuchman                | 47 min |
| Mrs. Waterford gesteht ihrem Mann, dass sie ihn absichtlich nach Kanada gelockt hat, um bei ihrem Kind sein zu können. Weil Scharfmacher in Gilead deshalb Krieg gegen Kanada führen wollen, muss Lawrence seinen verbliebenen Einfluss einsetzen, damit die Grenze weiter offenbleibt, wovon das Gelingen von Junes Rettungsplan abhängt. Seine Frau, die er in die geplante Flucht eingeweiht hat, verrät den Plan beinahe den anderen Kommandantenfrauen. Nachdem June sie deshalb zurechtgewiesen hat, nimmt sie eine Überdosis Tabletten. June findet sie, hätte noch die Möglichkeit, sie zu retten, lässt sie jedoch sterben. |           |                     |                     |                          |                                           |                     |                             |        |
| 36 | 13        | Mayday              | Mayday              | 14. Aug. 2019            | 5. Sep. 2019                              | Mike Barker         | Bruce Miller                | 64 min |
| Kommandant Waterford wird in Kanada verhört und offenbart dabei auch die Verbrechen seiner Frau. Diese verliert daraufhin ihre zugesagten Vergünstigungen und wird nun ebenfalls angeklagt. Bereits tagsüber vor der vereinbarten Flucht bringt eine Martha ein Kind ins Haus von Kommandant Lawrence, gerät aber dann in Panik und will das Kind wieder zurückbringen. June bedroht sie mit der Pistole von Lawrence, ist jedoch nicht fähig, auf die flüchtende Frau zu schießen. Dennoch will Lawrence die Aktion kurzfristig absagen. June zwingt ihn dazu, dennoch wie geplant weiter zu verfahren. Als alle Kinder eingetroffen sind, werden sie zu Fuß durch den Wald zum Flugplatz geführt. Dort treffen sie auf eine Wächter-Streife. June lockt einen der Wächter in den Wald und erschießt ihn, nachdem sie von ihm angeschossen wurde. Das Flugzeug mit den Kindern und Marthas gelangt unbehelligt nach Kanada. |           |                     |                     |                          |                                           |                     |                             |        |